# Råneå församling
Råneå församling är en församling i Lule kontrakt i Luleå stift. Församlingen ligger i Luleå kommun i Norrbottens län och utgör ett eget pastorat. 

## Administrativ historik
Församlingen bildades 25 mars 1642 genom en utbrytning ur Luleå församling. 1 januari 1962 utbröts Råneå övre kyrkobokföringsdistrikt ur Råneå församling för att bilda Gunnarsbyns församling.
Mellan 1 januari 1927 (enligt beslut 23 april 1926) och 1 januari 1962 var församlingen uppdelad i två kyrkobokföringsdistrikt: Råneå nedre kbfd (251102) och Råneå övre kbfd (251101).

### Pastorat
- 25 mars 1642 till 1655: Annexförsamling i pastoratet Luleå, Jokkmokk och Råneå.
- Från 1655: Eget pastorat.

På 1880-talet var Råneå ett konsistoriellt pastorat av andra klassen. Pastorats uppdelning på klasser upphörde genom lagen angående tillsättning av präster den 26 oktober 1883 och systemet med konsistoriella pastorat avskaffades genom 1910 års prästvallag.

## Areal
Råneå församling omfattade den 1 januari 1976 en areal av 675,5 kvadratkilometer, varav 628,8 kvadratkilometer land.

## Befolkningsutveckling
| Befolkningsutvecklingen i Råneå församling 1805–2015 | Befolkningsutvecklingen i Råneå församling 1805–2015 | Befolkningsutvecklingen i Råneå församling 1805–2015 | Befolkningsutvecklingen i Råneå församling 1805–2015 | Befolkningsutvecklingen i Råneå församling 1805–2015 |
| --- | ---------------------------------------------------- | ---------------------------------------------------- | ---------------------------------------------------- | ---------------------------------------------------- |
| |                                                      |                                                      |                                                      |                                                      |
| År |                                                      |                                                      | Folkmängd                                            |                                                      |
| 1805 | 1805                                                 |                                                      | 2 497                                                |                                                      |
| 1810 | 1810                                                 |                                                      | 2 465                                                |                                                      |
| 1820 | 1820                                                 |                                                      | 2 769                                                |                                                      |
| 1830 | 1830                                                 |                                                      | 3 268                                                |                                                      |
| 1840 | 1840                                                 |                                                      | 3 910                                                |                                                      |
| 1850 | 1850                                                 |                                                      | 4 643                                                |                                                      |
| 1860 | 1860                                                 |                                                      | 5 487                                                |                                                      |
| 1870 | 1870                                                 |                                                      | 6 094                                                |                                                      |
| 1880 | 1880                                                 |                                                      | 7 135                                                |                                                      |
| 1890 | 1890                                                 |                                                      | 7 411                                                |                                                      |
| 1900 | 1900                                                 |                                                      | 7 777                                                |                                                      |
| 1910 | 1910                                                 |                                                      | 8 137                                                |                                                      |
| 1920 | 1920                                                 |                                                      | 8 838                                                |                                                      |
| 1930 | 1930                                                 |                                                      | 8 730                                                |                                                      |
| 1935 | 1935                                                 |                                                      | 8 962                                                |                                                      |
| 1940 | 1940                                                 |                                                      | 9 096                                                |                                                      |
| 1945 | 1945                                                 |                                                      | 8 995                                                |                                                      |
| 1950 | 1950                                                 |                                                      | 8 564                                                |                                                      |
| 1955 | 1955                                                 |                                                      | 8 091                                                |                                                      |
| 1960 | 1960                                                 |                                                      | 7 527                                                |                                                      |
| 1965 | 1965                                                 |                                                      | 4 973                                                |                                                      |
| 1970 | 1970                                                 |                                                      | 4 422                                                |                                                      |
| 1975 | 1975                                                 |                                                      | 4 660                                                |                                                      |
| 1980 | 1980                                                 |                                                      | 4 713                                                |                                                      |
| 1985 | 1985                                                 |                                                      | 4 620                                                |                                                      |
| 1990 | 1990                                                 |                                                      | 4 529                                                |                                                      |
| 1995 | 1995                                                 |                                                      | 4 418                                                |                                                      |
| 2000 | 2000                                                 |                                                      | 4 245                                                |                                                      |
| 2005 | 2005                                                 |                                                      | 4 265                                                |                                                      |
| 2010 | 2010                                                 |                                                      | 4 013                                                |                                                      |
| 2015 | 2015                                                 |                                                      | 4 015                                                |                                                      |
| Anm: Råneå övre kyrkobokföringsdistrikt utbrutet 1962 till Gunnarsbyns församling. För åren 1805-1945: befolkning enligt folkräkning 31 december enligt den administrativa indelningen den 1 januari följande år. 1950 avser befolkning enligt folkräkning den 31 december enligt den administrativa indelningen den 1 januari 1952. 1955 avser den kyrkobokförda befolkningen den 31 december enligt den administrativa indelningen den 1 januari följande år. 1960, 1965 och 1970 avser befolkning enligt folkräkning den 1 november enligt den administrativa indelningen den 1 januari följande år. För åren 1975-2015: befolkning enligt 31 december enligt den administrativa indelningen den 1 januari följande år. Sedan 1 januari 2016 sker inte folkbokföring per församling och därmed kan det hända att vissa personer inte ingår i församlingens folkmängd då de är skrivna på de fiktiva fastigheten På kommunen skriven som inte delas upp på församlingsnivå då de inte kunnat folkbokföras på en särskild befintlig fastighet. Den totala befolkningen i Sveriges församlingar är därför lägre än hela rikets befolkning. |                                                      |                                                      |                                                      |                                                      |

## Kyrkor
- Råneå kyrka